# ستيفن بوث
ستيفن بوث (30 أكتوبر 1963 في المملكة المتحدة - ) (بالإنجليزية: Stephen Booth)‏ هو لاعب كريكت بريطاني. لعب مع نادي مقاطعة سومرست للكريكت ‏.

## وصلات خارجية
- ستيفن بوث على موقع إي آس بي آن كريك إنفو (الإنجليزية)